# 興源寺 (徳島市)
興源寺（こうげんじ）は、徳島県徳島市下助任町にある臨済宗妙心寺派の寺院。山号は大雄山。本尊は不動明王。
徳島藩主蜂須賀家の墓所である興源寺墓所があることで知られ、国の史跡に指定されている。また興源寺一帯は助任緑地として整備されている。

## 概要
蜂須賀家菩提寺としてはもともと徳島城内に徳島藩祖蜂須賀家政の異父兄で臨済宗の僧侶となっていた東嶽が開山した江岸山福聚寺（こうがんざん ふくじゅじ）があった。1586年（天正14年）、蜂須賀家政によって菩提寺が下助任町に移され、2代藩主忠英によって寛永13年（1636年）に大雄山興源寺と改められた。
境内から築地塀で隔てられた場所に蜂須賀家代々の墓所が造営された。徳島藩時代は蜂須賀家より寺禄として550石を拝領していた。また寺院内を興源寺川が流れている。

## 墓所
- 井上不鳴 - 江戸時代の医師。

### 蜂須賀家墓所
蜂須賀家の家祖蜂須賀正勝（小六）と正室・松（大匠院）の墓は、他の歴代の墓とは離れた場所にある。
正勝のほか、藩祖蜂須賀家政、徳島藩初代至鎮から13代斉裕までの墓が営まれている。ただし、7代宗英の遺体は京都の清浄華院に埋葬され、興源寺の墓には遺髪を納める。10代重喜の時に万年山（徳島市佐古山町）に儒教式の墓を新たに造営し、8代宗鎮の遺体は万年山に改葬された。8代及び10代から13代までの藩主については万年山と興源寺の両墓制となり、遺体は万年山に葬られ、興源寺の仏教式の墓には遺髪を納めている。
- 蜂須賀至鎮
- 蜂須賀忠英
- 蜂須賀光隆
- 蜂須賀綱通
- 蜂須賀綱矩
- 蜂須賀宗員
- 蜂須賀宗英
- 蜂須賀宗鎮
- 蜂須賀至央
- 蜂須賀重喜
- 蜂須賀治昭
- 蜂須賀斉昌
- 蜂須賀斉裕
- 蜂須賀吉武
- 蜂須賀重矩
- 大匠院
- 善性院
- 賀代姫
- 渋谷安太夫
- 民澤作右衛門
- 即心院 - 供養塔

## 交通
- JR「徳島駅」より徳島市営バス・助任橋経由吉野川橋行で約7分「下助任バス停」下車、徒歩で約3分。